# Hondschoote
Hondschoote là một xã của tỉnh Nord, thuộc vùng Hauts-de-France, miền bắc nước Pháp.

## Twin towns
Hondschoote kết nghĩa với Osterburken, Đức